# Celine Rieder
Celine Rieder (Wittlich, 18 de enero de 2001) es una deportista alemana que compite en natación, en las modalidades de piscina y aguas abiertas, especialista en el estilo libre.
Ganó una medalla de oro en el Campeonato Mundial de Natación de 2025 y una medalla de plata en el Campeonato Europeo de Natación de 2024.

## Palmarés internacional
| Campeonato Europeo | Campeonato Europeo | Campeonato Europeo | Campeonato Europeo |
| Año                | Lugar              | Medalla            | Prueba             |
| ------------------ | ------------------ | ------------------ | ------------------ |
| 2024               | Belgrado (Serbia)  | Medalla de plata   | 1500 m libre       |

| Campeonato Mundial | Campeonato Mundial  | Campeonato Mundial | Campeonato Mundial |
| Año                | Lugar               | Medalla            | Prueba             |
| ------------------ | ------------------- | ------------------ | ------------------ |
| 2025               | Singapur (Singapur) | Medalla de oro     | Equipo mixto       |